# Río Nemunėlis
El río Nemunėlis (en el idioma lituano significa «el pequeño Neman») o río Mēmele es un río que fluye por Lituania y Letonia.  
Su naciente es en Lituania, en las cercanías del ciudad Rokiškis. Fluye al curso noroeste. Durante 76 km traza la frontera entre Letonia y Lituania. El río Nemunėlis confluye con el río Mūša en el ciudad letón Bauska y forma el río Lielupe.
Los mayores afluentes de Nemunėlis son:
- Beržuona, Apaščia (por el margen izquierdo);
- Laukupė, Vingerinė, Vyžuona, Nereta, Susėja, Viesytė (por el margen derecho).